# Missy Giove
Missy Giove (Nueva York, 20 de enero de 1972) es una deportista estadounidense que compitió en ciclismo de montaña en la disciplina de descenso. Ganó cuatro medallas en el Campeonato Mundial de Ciclismo de Montaña entre los años 1993 y 2002.

## Medallero internacional
| Campeonato Mundial | Campeonato Mundial    | Campeonato Mundial | Campeonato Mundial |
| Año                | Lugar                 | Medalla            | Competición        |
| ------------------ | --------------------- | ------------------ | ------------------ |
| 1993               | Métabief (Francia)    | Medalla de bronce  | Descenso           |
| 1994               | Vail (Estados Unidos) | Medalla de oro     | Descenso           |
| 1996               | Cairns (Australia)    | Medalla de bronce  | Descenso           |
| 2002               | Kaprun (Austria)      | Medalla de bronce  | Descenso           |